# Nocicezione
La nocicezione è il processo sensoriale che rileva e convoglia i segnali e le sensazioni di dolore.

## Nocicettori
Il dolore fisiologico (o nocicettivo) è il risultato dell'attivazione di una particolare classe di recettori periferici, i nocicettori.
I nocicettori sono terminazioni nervose specializzate nel riconoscere stimoli in grado di produrre potenzialmente o concretamente un danno tissutale. Questi stimoli sono tipicamente di natura meccanica, chimica, termica.
Nell'esperienza comune, nocicettori che rispondono a stimoli meccanici sono quelli che ci fanno provare dolore quando il nostro corpo subisce una pressione meccanica eccessiva. I nocicettori chimici rispondono invece a sostanze che possono provocare reazioni tali da ledere i tessuti, ad esempio gli acidi. I nocicettori termici ci avvisano del pericolo di ustioni o congelamento.
Compito del dolore fisiologico è quindi quello di proteggere il nostro organismo da eventi pericolosi per la salute o per il mantenimento della vita.

## Sistema nocicettivo
Il nocicettore è solo una parte del sistema nocicettivo, che nel suo complesso può essere definito sinteticamente da: 
- insieme di fibre nervose afferenti (quelle che trasportano lo stimolo dalla periferia al centro);
- diverse tipologie di neuroni sistemati in varie parti del sistema nervoso centrale (midollo spinale, tronco dell'encefalo, diencefalo e telencefalo).

Il sistema nocicettivo ha relazioni con altre aree cerebrali che permettono di associare ulteriori proprietà allo stimolo algico, quali ad esempio la componente motivazionale-affettiva. Verosimilmente nella complessa catena che elabora lo stimolo nocicettivo di partenza sono coinvolti anche vari circuiti talamo-corticali e limbici, che integrano le ulteriori proprietà.

## Reazioni complessive
L'importanza biologica della percezione del dolore rende comprensibile il motivo per cui, quando si attivano i nocicettori, l'organismo produce una serie di reazioni più ampie della semplice percezione del dolore.
Generalmente al dolore acuto è associato un senso di ansia, risposte motorie riflesse (flessione dell'arto, fuga), e altri tipi di risposte automatiche (riflessi nocicettivi) che hanno come scopo quello di limitare il danno in atto o potenziale.
Il sistema nocicettivo si attiva anche in risposta a situazioni patologiche (dolore clinico). Normalmente in questi casi è espressione di un danno organico già in atto, tipicamente dovuto a lesioni tissutali o nervose.

## Risposte non lineari
Il sistema che produce il dolore può cambiare le sue risposte caratteristiche quando uno stimolo nocicettivo viene mantenuto per lungo tempo con sufficiente intensità. In questo caso la plasticità del sistema nervoso produrrà una nuova capacità di elaborazione della percezione del dolore a parità di altre condizioni. Fenomeni tipici che esprimono questa nuova condizione sono la sensibilizzazione periferica e centrale, quindi un aumento dell'eccitabilità neuronale. Ulteriore anomalia della risposta è l'insorgere di iperalgesia (aumento esagerato della percezione di stimoli nocicettivi) e allodinia, che trasforma stimoli non dolorosi come il lieve sfioramento della pelle in stimoli fortemente dolorosi, a volte insopportabili. Queste condizioni spesso impediscono una vita normale, in quanto è sufficiente il lieve sfregare degli indumenti sulla pelle per scatenare intense crisi algiche.
Le risposte non lineari sono utili solo nella fase acuta, in quanto rivestono ancora un ruolo protettivo che favorisce il buon esito dei processi di riparazione del danno organico. Quando per una qualsiasi ragione queste risposte si prolungano nel tempo, e in particolare oltre i sei mesi, il dolore assume le caratteristiche di dolore cronico. La cronicizzazione è una condizione che oggi si riconosce come patologia in sé, in quanto può manifestarsi in maniera indipendente dalla risoluzione del danno organico, dalla reale possibilità di risolverlo, o con risposte non più collegate linearmente con il danno stesso, come ad esempio il prolungamento dell'attività del nocicettore oltre la durata dello stimolo.

## Struttura e distribuzione anatomica
I nocicettori sono costituiti dalle terminazioni periferiche di assoni di neuroni di I ordine (cellule a T). Hanno il corpo cellulare situato in un ganglio delle radici dorsali del midollo spinale, o nel ganglio di un nervo cranico.